# Проучване (квартал на Перник)
Проучване е квартал на град Перник

## Общи данни
Намира се в северозападната част на града. Състои се от 13 жилищни блока. Има две поддържани баскетболни и футболни игрища. В квартала функционира детска градина „Калина Малина“. Има квартален магазин и няколко ресторанта и малки магазинчета и бакалии. На 200 метра, в посока центъра, се намира спортна зала „Борис Гюдеров“.